# Candelaria (Zambales)
Candelaria è una municipalità di terza classe delle Filippine, situata nella provincia di Zambales, nella regione di Luzon Centrale.
Candelaria è formata da 16 barangay:
- Babancal
- Binabalian
- Catol
- Dampay
- Lauis
- Libertador
- Malabon (San Roque)
- Malimanga
- Pamibian
- Panayonan
- Pinagrealan
- Poblacion
- Sinabacan
- Taposo
- Uacon
- Yamot